# Gornja Ilova
Gornja Ilova (szerbül: Горња Илова), település Bosznia-Hercegovinában, a Bosanska Krajina és a Bosanska Posavina közötti átmeneti területen, Prnjavor község területén, a Szerb Köztársaságban. 

## Fekvése
Bosznia-Hercegovina északi részén, Banja Lukától légvonalban 42, közúton 76 km-re északkeletre, községközpontjától légvonalban 12, közúton 16 km-re északra, a Motajica-hegységtől délre, az Ilova felső folyásánál, 180-243 méteres tengerszint feletti magasságban fekszik. A falu szórvány jellegű. Északi részén a házak bokorszerűen csoportosulnak, míg a déli részen az utak mentén, jelentős távolságra épültek. Településrészei: Gornja Ilova, Kovačevići, Mitrići, Novarlići, Suvajci, Tešići és Topići.

## Népessége
| Nemzetiségi csoport | Népesség 1991 | Népesség 2013 |
| ------------------- | ------------- | ------------- |
| Szerb               | 1375          | 752           |
| Bosnyák             | 0             | 0             |
| Horvát              | 4             | 4             |
| Jugoszláv           | 0             | 0             |
| Egyéb               | 12            | 13            |
| Összesen            | 1391          | 769           |

## Története
A térség 1878-ig tartozott az Oszmán Birodalomhoz, ekkor a berlini kongresszus határozata alapján az Osztrák-Magyar Monarchia része lett. A monarchia szétesésével 1918-ban előbb a Szerb-Horvát-Szlovén Királyság, majd 1929-től a Jugoszláv Királyság része. Az 1929-es törvény értelmében, amikor Bosznia-Hercegovinát négy banovinára, Drinskára, Vrbaskára, Zetskára és Primorskára osztották, a település a Vrbaska banovina része lett, amelynek székhelye Banja Luka volt Jugoszlávia megszállása után a Független Horvát Állam (NDH) része lett. A második világháború után a település a szocialista Jugoszláviához tartozott. A daytoni békeszerződést követő területfelosztásnál a település Prnjavor község részeként a Szerb Köztársaság területéhez került.

## Oktatás
A faluban a Petar Kočić Általános Iskola regionális általános iskolája működik.